# 1900 Katyusha
1900 Katyusha este un asteroid din centura principală, descoperit pe 16 decembrie 1971, de Tamara Smirnova.